# Ole-Johan Dahl
Ole-Johan Dahl (Mandal, 12 ottobre 1931 – 29 giugno 2002) è stato uno scienziato e informatico norvegese.
Professore di informatica all'Università di Oslo, è considerato uno dei padri di Simula e della programmazione orientata agli oggetti insieme a Kristen Nygaard.

## Biografia
Dahl è nato a Mandal, in Norvegia. Era il figlio di Finn Dahl (1898–1962) e Ingrid Othilie Kathinka Pedersen (1905–80). Quando aveva sette anni, la sua famiglia si trasferì a Drammen. Quando aveva tredici anni, l'intera famiglia fuggì in Svezia durante l'occupazione tedesca della Norvegia nella seconda guerra mondiale. Dopo la fine della guerra, Dahl studiò matematica numerica all'Università di Oslo.
Dahl è diventato professore ordinario presso l'Università di Oslo nel 1968 ed è stato un insegnante di talento e ricercatore. Qui ha lavorato a Hierarchical Program Structures, probabilmente la sua pubblicazione più influente, che è apparsa in collaborazione con C.A.R. Hoare nel libro Structured Programming del 1972 di Dhal, Edsger Dijkstra e Hoare, che è molto probabilmente il libro accademico più noto sul software negli anni '70. Con l'avanzare della sua carriera, Dahl si interessò sempre più all'uso di metodi formali, ad esempio ragionando rigorosamente sull'orientamento agli oggetti. La sua esperienza spaziava dall'applicazione pratica delle idee alla loro base matematica formale per garantire la validità dell'approccio.
Dahl è ampiamente riconosciuto come il principale scienziato informatico norvegese. Con Kristen Nygaard, ha prodotto le idee iniziali per la programmazione orientata agli oggetti (OO) negli anni '60 presso il Norwegian Computing Center (Norsk Regnesentral (NR)) come parte della Simula I (1961-1965) e Simula 67 (1965-1968) linguaggi di programmazione per la simulazione, che sono iniziati come una variante estesa e un superset di ALGOL 60. Dahl e Nygaard furono i primi a sviluppare i concetti di classe, sottoclasse (che consente l'occultamento implicito delle informazioni), ereditarietà, creazione di oggetti dinamici, ecc., Tutti aspetti importanti del paradigma OO. Un oggetto è un componente autonomo (con una struttura dati e procedure o metodi associati) in un sistema software. Questi sono combinati per formare un sistema completo. L'approccio orientato agli oggetti è ora pervasivo nello sviluppo di software moderno, inclusi linguaggi di programmazione imperativi ampiamente utilizzati come C ++ e Java.
Ha ricevuto il Premio Turing per il suo lavoro nel 2001 (con Kristen Nygaard). Ha ricevuto la medaglia John von Neumann dell'Istituto di ingegneria elettrica ed elettronica (IEEE) del 2002 (con Kristen Nygaard) ed è stato nominato comandante del Royal Norwegian Order of St. Olav nel 2000.